# 八千代町 (北九州市)
八千代町（やちよまち）は福岡県北九州市八幡西区の町。住居表示実施済み。郵便番号は806-0023。

## 地理
八幡西区の北部東側に位置し、東に紅梅、南に南八千代町、西から北に藤田と接する。

## 地域の特徴
東部の低丘陵地を除いて平坦な地形。南縁に沿って東西に山手通りが走る。にじいろのはな保育園，禅宗興雲寺がある。

## 歴史
1932年（昭和7年）から1934年（昭和9年）頃の区画整理により、当町および現南八千代町付近は、昭和初期から八千代町東（1 - 2丁目）・八千代町中（1 - 2丁目）・八千代町西（1 - 2丁目）と通称された。これらの名称は2023年現在でも自治町会の区分として使われている。

### 地名の由来
大正，昭和初期に八幡市内で多く用いられた嘉字、佳名の一つ。佐山の尾公園は大字藤田の字、左山の尾にちなむ。

### 沿革
- 1943年（昭和18年） - 八千代町新設[4]。
- 1947年（昭和22年） - 大字藤田の一部が八千代町に編入[4]。
- 1963年（昭和38年）2月1日 - 八幡市、戸畑市、小倉市、若松市、門司市の5市が合併し、北九州市が発足。八幡市八千代町は北九州市八幡区八千代町となる。
- 1963年（昭和38年）4月1日 - 北九州市が政令指定都市に指定され、八幡区、戸畑区、小倉区、若松区、門司区の5区を設置。北九州市八幡区八千代町は北九州市八幡区八千代町となる。
- 1968年（昭和43年）6月1日 - 八千代町の一部が東神原町，南八千代町，東鳴水一丁目になる[5]。
- 1969年（昭和44年）6月1日 - 八千代町の一部が藤田一丁目・二丁目・四丁目，紅梅四丁目になる。住居表示実施[6]。
- 1974年（昭和49年）4月1日 - 八幡区が八幡西区と八幡東区に分かれ、八幡区八千代町は八幡西区八千代町となる[7]。

### 町名の変遷
| 実施内容 | 実施年月日               | 実施後   | 実施前                               |
| -------- | ------------------------ | -------- | ------------------------------------ |
| 町名新設 | 1943年（昭和18年）       | 八千代町 | 大字熊手・大字鳴水・大字藤田の各一部 |
| 住居表示 | 1969年（昭和44年）6月1日 | 八千代町 | 八千代町の全部、紅梅町の一部         |

## 世帯数と人口
2025年（令和7年）3月31日現在（北九州市発表）の世帯数と人口は以下の通りである。
| 町       | 世帯数  | 人口  |
| -------- | ------- | ----- |
| 八千代町 | 471世帯 | 777人 |

### 人口の変遷
国勢調査による人口の推移。
| 1995年（平成7年）  | 1,049人 | [ 9 ]  |  |
| 2000年（平成12年） | 991人   | [ 10 ] |  |
| 2005年（平成17年） | 942人   | [ 11 ] |  |
| 2010年（平成22年） | 814人   | [ 12 ] |  |
| 2015年（平成27年） | 762人   | [ 13 ] |  |
| 2020年（令和2年）  | 800人   | [ 14 ] |  |

### 世帯数の変遷
国勢調査による世帯数の推移。
| 1995年（平成7年）  | 471世帯 | [ 9 ]  |  |
| 2000年（平成12年） | 494世帯 | [ 10 ] |  |
| 2005年（平成17年） | 467世帯 | [ 11 ] |  |
| 2010年（平成22年） | 443世帯 | [ 12 ] |  |
| 2015年（平成27年） | 416世帯 | [ 13 ] |  |
| 2020年（令和2年）  | 432世帯 | [ 14 ] |  |

## 学区
市立小・中学校に通う場合、学区は以下の通りとなる。
| 町       | 街区 | 小学校                   | 中学校               |
| -------- | ---- | ------------------------ | -------------------- |
| 八千代町 | 全域 | 北九州市立黒崎中央小学校 | 北九州市立黒崎中学校 |

## 交通

### バス
域内のバス停と系統は以下のとおりである。
| 運行事業者 | 運行事業者 | 西鉄バス北九州 | 西鉄バス北九州 | 西鉄バス北九州 | 西鉄バス北九州 | 西鉄バス北九州 | 西鉄バス北九州 |
| 系統       | 系統       | 40             | 41             | 42             | 90             | 91             | 197            |
| 停留所     | 八千代町   | ○              | ○              | ○              | ○              | ○              | ○              |

## 施設

### 社会福祉施設
- にじいろのはな保育園

### 寺社
- 興雲寺

### 公園
- 佐山の尾公園